# Saison 2018 des Orioles de Baltimore
La saison 2018 des Orioles de Baltimore est la 118e saison en Ligue majeure de baseball pour cette franchise et la 65e depuis son arrivée à Baltimore. 

## Saison régulière
La saison régulière de 162 matchs des Orioles débute le 29 mars par une visite à Baltimore des Twins du Minnesota et se termine le 30 septembre suivant. 

### Classement
| Ligue américaine division Est | V   | D   | %    | Diff. | Diff. (élim.) |
| ----------------------------- | --- | --- | ---- | ----- | ------------- |
| Red Sox de Boston             | 108 | 54  | ,667 | -     | -             |
| Yankees de New York           | 100 | 62  | ,617 | 8     | -             |
| Rays de Tampa Bay             | 90  | 72  | ,556 | 18    | -             |
| Blue Jays de Toronto          | 73  | 89  | ,451 | 35    | -             |
| Orioles de Baltimore          | 47  | 115 | ,290 | 61    | -             |